# Kościół Matki Bożej Śnieżnej w Pradze
Kościół Matki Bożej Śnieżnej (czes. Kostel Panny Marie Sněžné) – zabytkowy kościół w Pradze.
Budowę rozpoczęto w 1347 roku z polecenia cesarza Karola IV, miał pełnić rolę kościoła koronacyjnego. Rozmiarem miał dorównywać katedrze św. Wita. Prace budowlane przerwały wojny husyckie. Ponownie roboty podjęto w XVII w. przebudowując obiekt w stylu renesansowym. Jest to najwyższa gotycka budowla sakralna w Pradze. Posługują przy nim franciszkanie.
We wnętrzu można podziwiać obraz Zwiastowanie Marii (1724) pędzla Wacłava Wawrzyńca Reinera (2006: Praga, Jung Wolfgang, Marco Polo)